# Амбразене, Анна Адольфовна
А́нна Адо́льфовна Амбразене (урожд. Костецкая; лит. Ana Ambrazienė-Kosteckaja; 14 мая 1955, Тараконис, Вильнюсский район — 12 февраля 2025, Вильнюс) — советская литовская легкоатлетка, специализировавшаяся в барьерном беге и беге на средние дистанции.
Победительница Универсиады 1981 года в барьерном беге на 400 метров. Серебряный призёр Кубка Европы по лёгкой атлетике (1981, 1983). Трёхкратная (1981, 1983, 1987) чемпионка, двукратная (1980, 1982) вице-чемпионка, бронзовый призёр чемпионата СССР 1981 года.

## Карьера
Спортивную карьеру начала в 1973 году, будучи учащейся Вильнюсского техникума легкой промышленности, как бегунья на средние дистанции. Не пройдя в беге на 400 и 800 метров отбор на Олимпиаду-76, в 1977 году переключилась на новый вид — барьерный бег на 400 метров. Уже через год стала мастером спорта, а ещё год спустя выполнила норматив мастера спорта СССР международного класса.
В тренировках пробегала до 600 км в месяц, преодолевая до 600 барьеров за одно занятие (3—5—7 беговых шагов).
6 июня 1983 года установила рекорд мира в барьерном беге на дистанции 400 метров.
Анатолий Юлин, руководивший её тренировкой в сборной, считал, что она запоздала года на два с переходом на барьерный бег и поэтому не смогла пробежать ещё быстрее. Её хорошая техника бега в ритме 16 шагов имела изъяны в подбегании и переходе барьера.
На чемпионате мира 1983 года завоевала серебряную медаль на дистанции 400 метров с барьерами. На чемпионате мира 1987 года — стала шестой в той же дисциплине.
Победительница первого чемпионата Литвы (1990) в гладком беге на 400 метров.
Устанавливала 55 рекордов Литвы на разных дистанциях. В феврале 2025 года рекорды на дистанции 400 метров с барьерами и в гладком беге на 500 метров являлись действующими рекордами Литвы. Также действующими рекордами Литвы оставались результаты, установленные сборной Литовской ССР в эстафетах 4×400 (3.27,54) и 4×800 метров (7.58,5), в составе которых выступала Ана. Эти рекорды являлись неофициальными рекордами прибалтийских стран.

## Вольности перевода
Имя спортсменки в разных протоколах пишется по-разному, как Ана, так и Анна (в советское время). Фамилия часто пишется Амбразене, реже Амбразиене. Также и с девичьей фамилией: встречается написание как Кастецкая, так и Костецкая.

## Результаты
| Год  | 400 м | 800 м  | 400 м с/б |
| ---- | ----- | ------ | --------- |
| 1973 | 58,9  | 2.28,0 | —         |
| 1974 | 57,6  | 2.11,0 | —         |
| 1975 | 56,9  | 2.09,1 | —         |
| 1976 | 57,2  | 2.08,7 | —         |
| 1977 | 56,2  | 2.08,1 | 59,4      |
| 1978 | 55,8  | 2.06,0 | 57,09     |
| 1979 | 53,4  | 2.02,4 | 56,2      |
| 1980 | 52,1  | 2.00,2 | 55,81     |
| 1981 | —     | —      | 55,51     |
| 1982 | —     | —      | 55,09     |
| 1983 | —     | —      | 54,02 WR* |

### Соревнования
предварительные забеги/соревнования
| Год  | Соревнование             | Город  | Дистанция      | Дата       | Результат | Место | Видео/Фото/ Кинограмма |
| ---- | ------------------------ | ------ | -------------- | ---------- | --------- | ----- | ---------------------- |
| 1981 | Кубок Европы (полуфинал) | Будё   | 400 метров с/б | 5 июля     | 57,1      | 1     |                        |
| 1981 | Кубок Европы (финал А)   | Загреб | 400 метров с/б | 16 августа | 56,34     | 2     |                        |
| 1981 | Кубок мира               | Рим    | 400 метров с/б | 4 сентября | 56,37     | 3     |                        |
| 1983 | Кубок Европы (финал А)   | Лондон | 400 метров с/б | 20 августа | 54,74     | 2     |                        |

| Год  | Чемпионат               | Город  | Дистанция      | Дата          | Результат  | Место | Видео/Фото/ Кинограмма |
| СССР | СССР                    | СССР   | СССР           | СССР          | СССР       | СССР  | СССР                   |
| ---- | ----------------------- | ------ | -------------- | ------------- | ---------- | ----- | ---------------------- |
| 1981 | Чемпионат (в помещении) | Минск  | 600 метров     | 7 февраля     | 1.27,9     | I     |                        |
| 1982 | Чемпионат               | Киев   | 400 метров с/б | 20—22 августа | 55,12      | II    |                        |
| 1983 | Спартакиада             | Москва | 400 метров с/б | 18—21 июня    | 54,81      | 1 Q   | Кинограмма             |
| 1983 | Спартакиада             | Москва | 400 метров с/б | 21 июня       | 54,78      | I     |                        |
| 1983 | Спартакиада             | Москва | 4х400 метров   | 22 июня       | 3.27,54 NR | III   |                        |

1. ↑  Состав команды Литовской ССР: Маргарита Навицкайте, Тереза Валюлене, Алдона Мендзорите, Анна Амбразене
2. ↑  Литвы

### Рекорды
| Дистанция      | Результат   | Город       | Дата         | Видео/Фото/ Кинограмма |
| Рекорд мира    | Рекорд мира | Рекорд мира | Рекорд мира  | Рекорд мира            |
| -------------- | ----------- | ----------- | ------------ | ---------------------- |
| 400 метров с/б | 54,02       | Москва      | 11 июня 1983 |                        |
| Рекорды Литвы  |             |             |              |                        |
| 55 рекордов    |             |             |              |                        |